# Hit Parade of 1943
Hit Parade of 1943 è un film statunitense del 1943 diretto da Albert S. Rogell.
Nell'ambito dei Premi Oscar 1944 il film ha ricevuto due candidature nelle categorie "migliore canzone" (per A Change of Heart, musica di Jule Styne, testo di Harold Adamson) e "migliore colonna sonora in un film musicale".